# The Saints
Pour les articles homonymes, voir Saints.
The Saints est un groupe de punk rock et de rock australien, originaire de Brisbane, dans le Queensland.

## Biographie

### Débuts (1974–1977)
En 1974, à contre-courant de la scène musicale de Brisbane, dominée par le heavy metal, un trio du nom de Kid Galahad and the Eternals joue un mélange habile de rhythm and blues et de garage rock dopé à l'énergie. Le trio devient quatuor, change de nom en The Saints, et joue dans les moindres clubs paumés de la périphérie de Brisbane. Rejetés par toutes les compagnies de disque du Queensland, les Saints se résolvent à sortir eux-mêmes leur premier single et baptisent leur label Fatal Records. 
Leur premier single, intitulé (I'm) Stranded, sort en août 1976, dans l'indifférence générale en Australie. Un exemplaire promotionnel atterrit en Angleterre dans les locaux du label Power Exchange. Les Anglais signent immédiatement un contrat avec les Saints et le disque est réédité en décembre 1976 au moment où les Sex Pistols font scandale avec le single God Save the Queen et où le pays est déjà agité par la vague punk. Le succès est immédiat et le magazine Sounds le qualifie de « disque de la semaine et de toutes les autres semaines. » Effectivement, (I'm) Stranded apparaît comme l'un des tout premiers disques de punk rock. Flairant la bonne affaire, la major EMI signe le groupe, et The Saints débarquent sur le vieux continent au printemps 1977 pour assurer la promotion de leur premier album également baptisé I'm Stranded, publié depuis février.
Après une série de concerts, notamment en première partie des Ramones et de Talking Heads, ils enregistrent un nouveau single, This Perfect Day, qui se classe à la 34e place des charts britanniques, puis, rapidement, un deuxième album, Eternally Yours, au son moins brut mais aux chansons plus abouties. Moins d'un an plus tard ils publient un troisième disque, Prehistoric Sounds. La présence de cuivres dans plusieurs morceaux leur permet de dépasser les limites du punk-rock basique et de s'imposer comme l'un des plus importants groupes de la scène rock. Mais cet album marque aussi la fin de The Saints première mouture. Ed Kuepper et Ivor Hay rentrent en Australie, laissant Chris Bailey seul à Londres.
Dans les années qui suivent, ce dernier continue à enregistrer des disques sous le nom de The Saints, les musiciens l'accompagnant changeant souvent d'un album à l'autre.

### Années 1980 et 1990
En 1986, All Fools Day, un disque bien loin du style des débuts, où les racines celtes de Bailey apparaissent au détour de chaque chanson, marque enfin une reconnaissance publique, confirmée deux ans plus tard avec Prodigal Son. En 1990, The Saints publient la compilation Songs of Salvation and Sin 1976–1988, au label Raven Records. Au fil des années, Kuepper est de plus en plus insatisfait de l'usage du nom de The Saints par Bailey. En avril 1991, Kuepper forme The Aints, qui jouent d'anciennes chansons de The Saints. Lesquels publient Permanent Revolution en 1991 au label Mushroom Records, puis se mettent en pause.
En 1994, Bailey emménage en Suède et enregistre un album solo, 54 Days at Sea. Il publie en 1996 l'album des Saints Howling, produit par le groupe pour Blue Rose Records,. Le groupe tourne en Australie en février 1997 – sa première tournée en huit ans. Everybody Knows the Monkey suit en mai 1998 chez Last Call Records, avec Michael Bayliss à la basse, Martin Bjerregaard à la batterie et Andy Faulkner à la guitare, produit par Bailey et Martin Hennel. Les années 1990 et 2000 voient The Saints publier quelques CD anecdotiques dans un quasi-anonymat.

### Années 2000 à 2022

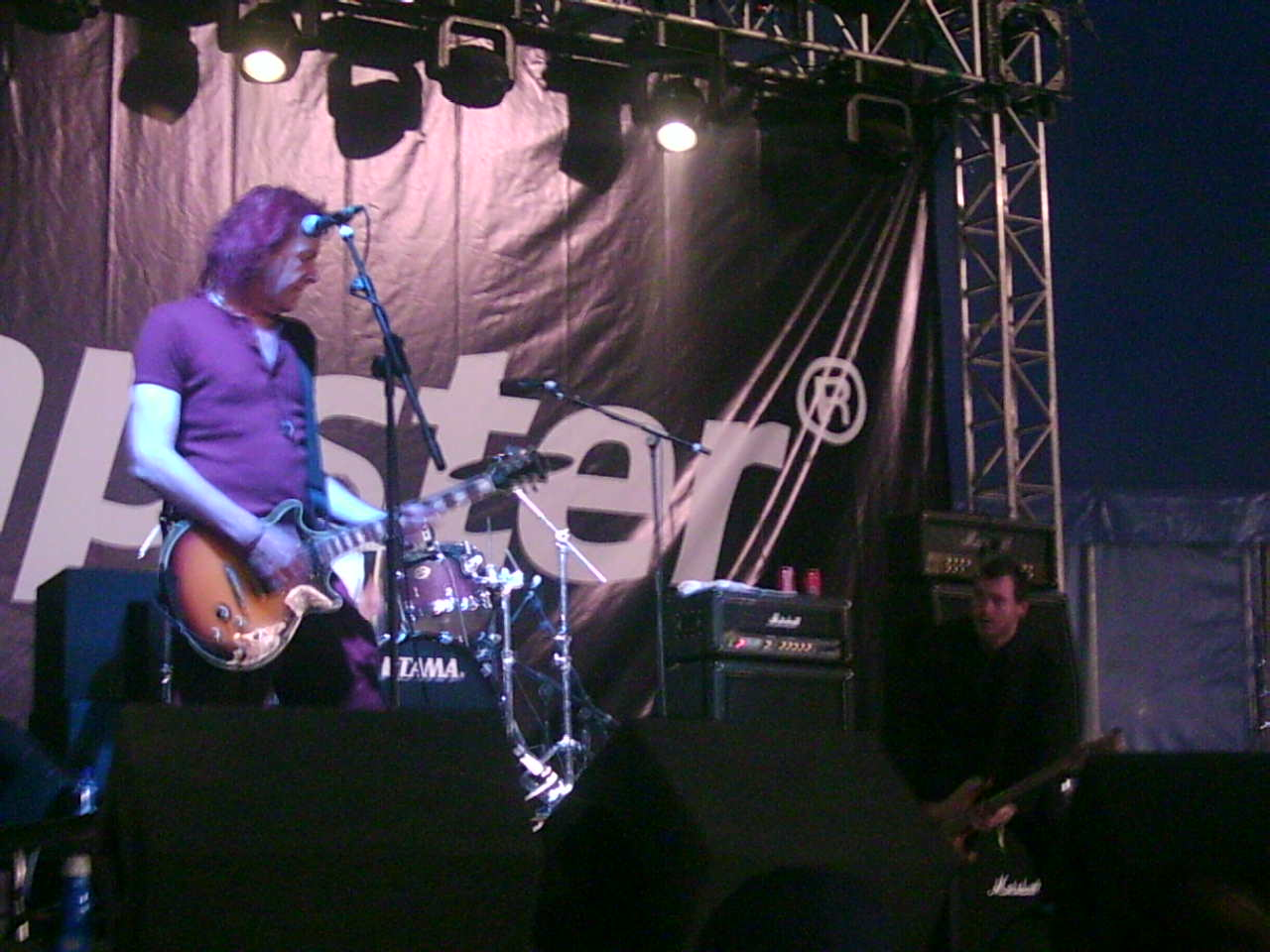
The Saints en concert, en 2005.

Spit the Blues Out est publié en 2000 en France par Last Call Records, produit par Debris. Le groupe tourne ensuite régulièrement en Europe — dont la France — dans un relatif anonymat, souvent relégué en première partie de groupes locaux et nationaux.
Chris Bailey meurt le 9 avril 2022.

## Membres

### Membres actuels
- Chris Bailey - chant  †
- Peter Wilkinson - batterie
- Caspar Wijnberg - basse

### Anciens membres
- Ed Kuepper - guitare
- Kym Bradshaw - basse
- Algy Ward - basse
- Tracy Pew - basse
- Ivor Hay - batterie

## Discographie

### Albums studio
- 1977 : (I'm) Stranded
- 1978 : Eternally Yours
- 1978 : Prehistoric  Sounds
- 1981 : The Monkey Puzzle
- 1982 : Out in a Jungle
- 1984 : A Little Madness to be Free
- 1986 : All Fools Day
- 1988 : Prodigal Son
- 1997 : Howling
- 1998 : Everybody Knows the Monkey
- 2002 : Spit the Blues Out
- 2005 : Nothing is Straight in My House
- 2006 : Imperious Delirium
- 2012 : King of the Sun

### Albums live
- 1985 : Live in a Mud Hut ... Somewhere in Europe
- 1995 : The Most Primitive Band in the World

### EP
- 1977 : One Two Three Four (EMI) : Lipstick on Your Collar / One Way Street / River Deep Mountain High / Demolition Girl
- 1980 : Paralytic Tonight, Dublin tomorrow (EMI / New Rose) : Simple Love / (Don't Send Me) Roses / Miss Wonderful / On the Waterfront / Call It Mine

### Singles
- 1976 : I'm Stranded / No Time
- 1977 : 
  - Erotic Neurotic / One Way Street
  - This Perfect Day / L-I-E-S
  - Lipstick on your Collar / River Deep Mountain High
- 1978 :
  - Know Your Product / Run Down
  - Security / All Times Through Paradise
- 1980 : Always / In the Mirror
- 1981 : Let's Pretend / Gypsy Woman
- 1982 : Follow the Leader / Animal
- 1984 :
  - Ghost Ships / Wrapped Up and Blue
  - Imagination / The Prisoner (live)
  - Ghost Ships / Wrapped Up and Blue / Angels / Roses
- 1986 :
  - Just Like Fire Would / Storm
  - (You Can't Tamper with) the Temple of the Lord / East is East
  - See You in Pardise / Casablanca

### Compilations
- 1986 : Best of the Saints